# Matija Kluković
Matija Kluković (Zagreb, 4. svibnja 1982.) je hrvatski filmski redatelj, scenarist i montažer.

## Životopis
Kluković je svoje ranije godine posvetio košarci, a kasnije filmu. 
2006., završava svoj debitantski dugometražni igrani film Ajde, dan... prođi... (podnaslovljen kao Dramski kolaž o ljudima koji imaju vremena). 
Ajde, dan... prođi... dodatni interes javnosti poprima nakon što ga Pulski filmski festival odbija prikazati, a da bi nakon toga film odnio Zlatna kolica za najbolji hrvatski film na Zagreb Film Festivalu te međunarodnu premijeru održao na prestižnom filmskom festivalu u Rotterdamu. Ajde, dan... prođi... nazivan je „...najvećim otkrićem hrvatske kinematografije od Ritma zločina Zorana Tadića iz 1981.“ (Damir Radić, Nacional), „...najzanimljivijim nezavisnim filmom nastalim posljednjih desetljeća“ (Nenad Polimac, Globus), „...potpuno drugačijim od bilo čega što se u Hrvatskoj trenutno snima“ (Jurica Pavičić, Jutarnji list) te pobire još mnoge hvale domaćih i inozemnih filmskih kritičara. Autor je bez formalnoga filmskog obrazovanja, a njegov prvijenac sniman je kroz tri godine u potpuno nezavisnim produkcijskim uvjetima, s budžetom desetorostruko manjim od prosječnog igranog filma u Hrvatskoj.

## Filmografija
- Ajde, dan... prođi... (2006.)
- Film Gorana Odvorčića i Matije Klukovića za Asju Jovanović i Andreu Rumenjak (iz omnibusa Zagrebačke priče) (2009.)